# Urgleptes abstersus
Urgleptes abstersus là một loài bọ cánh cứng trong họ Cerambycidae.